# Edwige Fenech
Edwige Fenech (AFI: /ˈfɛnek/) (Annaba, 24 dicembre 1948) è un'attrice, produttrice cinematografica, produttrice televisiva ed ex conduttrice televisiva francese naturalizzata italiana.
Negli anni sessanta e nei primi anni ottanta ha recitato in numerosi film appartenenti al genere del giallo all'italiana e della commedia sexy all'italiana. Ha poi lavorato negli spettacoli televisivi di intrattenimento di Rai e Mediaset. Tra gli anni novanta e gli anni duemila è diventata una produttrice di lungometraggi e di fiction televisive.

## Biografia
Nasce ad Annaba (all'epoca denominata Bône), nell'allora Algeria francese, il 24 dicembre del 1948 da Felix, di origini maltesi, e Yvonne, italiana originaria di Acate in provincia di Ragusa, di cui poi divenne cittadina onoraria. A seguito del divorzio dei genitori, si trasferisce con la madre a Nizza, in Francia, dove frequenta il liceo e studia danza e medicina. Lì viene notata mentre passeggia per strada e ingaggiata per una piccola parte nel film Toutes folles de lui di Norbert Carbonnaux.

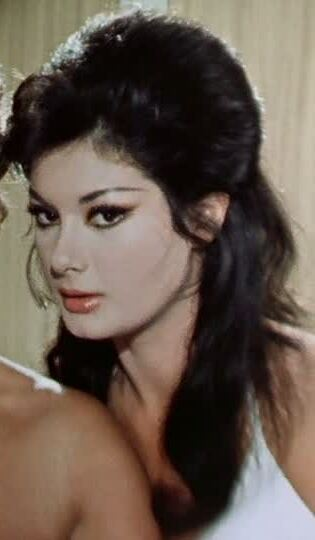
Edwige Fenech in Top Sensation (1968) di Ottavio Alessi

Nel 1967 partecipa al concorso di bellezza Lady France, che si svolge a maggio durante il Festival di Cannes e che vince, ottenendo così il diritto di partecipare a Lady Europa come rappresentante del suo paese; la manifestazione si svolge ad agosto e la Fenech si classifica al terzo posto, dietro alla vincente Dolores Agusta e alla spagnola Rocío Jurado. Pur non vincendo, viene notata da un talent scout che le propone di girare in Italia, da protagonista, il film Samoa, regina della giungla, per la regia di Guido Malatesta; si trasferisce quindi in Italia con la madre.
Dopo questo film e il successivo, Il figlio di Aquila Nera, sempre per la regia di Guido Malatesta, lavora per un certo periodo in Germania; ritorna poi in Italia per girare due film con Franco e Ciccio: Don Franco e don Ciccio nell'anno della contestazione e Satiricosissimo (in cui interpreta l'imperatrice Poppea). Tra la fine degli anni sessanta e l'inizio degli anni settanta, recita in film del genere giallo in voga in quegli anni. Inizia un duraturo sodalizio soprattutto con il regista Sergio Martino, con titoli quali Lo strano vizio della signora Wardh, che la fanno diventare un'icona del giallo erotico.
La sua consacrazione avviene nel 1972 quando è protagonista del "decamerotico" Quel gran pezzo dell'Ubalda tutta nuda e tutta calda di Mariano Laurenti, pellicola divenuta un film di culto del cinema trash, come il successivo Giovannona Coscialunga disonorata con onore. Da allora per circa un decennio è protagonista della cosiddetta commedia sexy all'italiana, insieme ad attori, come Renzo Montagnani, Barbara Bouchet e Lino Banfi, con tutti i suoi sotto-filoni: scolastico, militare, ospedaliero, poliziottesco. I primi film di quest'ultimo genere interpretati da Edwige Fenech sono 40 gradi all'ombra del lenzuolo di Sergio Martino, con Tomas Milian, e La poliziotta fa carriera, con Mario Carotenuto e Alvaro Vitali (in cui impersona una provocante poliziotta), entrambi del 1976, fino all'ultimo film della serie che è del 1981. Nel 1976 appare nel film La pretora, diretto da Lucio Fulci.
Oltre che nelle commedie sexy, negli anni settanta l'attrice è anche presente in numerosissime pellicole di genere thriller e horror: nel 1972 è protagonista di Tutti i colori del buio, con George Hilton e Ivan Rassimov, mentre nel 1975 recita in Nude per l'assassino. Negli anni settanta la Fenech appare inoltre anche in film appartenenti in generi differenti da quelli citati finora: ne sono esempi la pellicola di guerra Il grande attacco di Umberto Lenzi e il film fantastico, insieme a Paolo Villaggio, diretti da Steno, Dottor Jekyll e gentile signora.

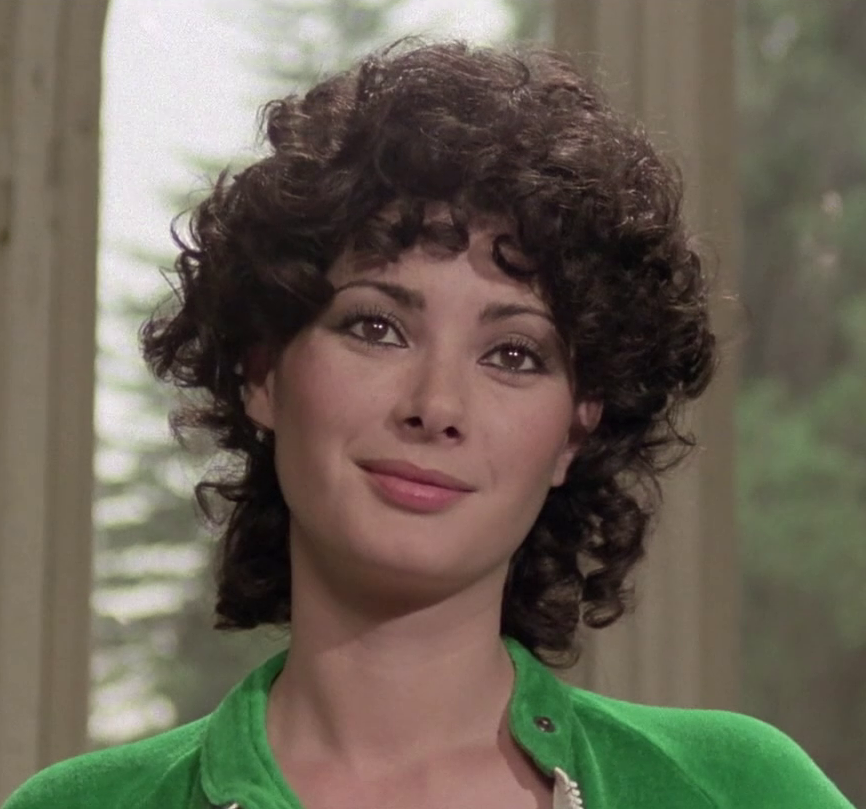
Edwige Fenech ne Il vizio di famiglia (1975) di Mariano Laurenti

Il suo successo tra il pubblico maschile, che la considera una vera e propria icona sexy, è dovuto a un corpo dalle forme procaci e a una forte carica seduttiva e provocante, che i registi non risparmiano di mostrare in ogni film. Posa più volte nuda per l'edizione italiana della rivista Playboy. Passata la stagione cinematografica, negli anni ottanta, con la nascita delle prime emittenti private, partecipa alle edizioni dei programmi Ric e Gian folies, trasmesso nel 1983 su Italia 1, Bene, bravi, bis (1984, con Franco Franchi e Ciccio Ingrassia), trasmesso sempre su Italia 1 e vincitore del Telegatto, e all'edizione 1985 di Risatissima, varietà del sabato sera trasmesso su Canale 5 e anch'esso vincitore del Telegatto, insieme a Lino Banfi e Paolo Villaggio.
Debutta in teatro nel 1985 con il dramma D'amore si muore di Giuseppe Patroni Griffi, con Massimo Wertmüller, Fabrizio Bentivoglio, Monica Scattini. Successivamente passa a condurre su Rai 1 Sotto le stelle (1986), Immagina (1987-88), Carnevale (1988), Palcoscenico Italia (1988), Sulla cresta dell'onda (1989), Un tesoro di capodanno (31 dicembre 1990 a reti Rai unificate), ma l'affermazione in TV arriva con l'edizione 1989-1990 di Domenica in, sotto la direzione di Gianni Boncompagni. Presenta il Festival di Sanremo 1991, insieme ad Andrea Occhipinti, e successivamente presenta Singoli (1997), sempre su Rai 1.
A partire dagli anni novanta incomincia a occuparsi a tempo pieno di produzione televisiva e cinematografica attraverso la sua società Immagine e cinema. Il primo lavoro prodotto è la miniserie televisiva Il coraggio di Anna, nel 1992. Fra i film da lei prodotti Il mercante di Venezia, del 2004. Nel 2007 torna davanti alla macchina da presa, contattata dal regista statunitense Quentin Tarantino, per un cameo in Hostel: Part II, sequel di Hostel, sempre diretto da Eli Roth, suoi dichiarati fan: nel suo Bastardi senza gloria il personaggio interpretato da Mike Myers si chiama "Ed Fenech", in omaggio all'attrice. Nel 2012 ha recitato nella parte di Caterina II di Russia nella miniserie televisiva La figlia del capitano, della quale è anche produttrice. Nel 2015 ha recitato nella fiction È arrivata la felicità, trasmessa da Rai 1 e interpretata assieme a Claudio Santamaria e Claudia Pandolfi, di cui è stata anche produttrice. Nel 2023 ritorna al cinema come protagonista accanto a Gabriele Lavia, diretti da Pupi Avati, nel film La quattordicesima domenica del tempo ordinario.

## Vita privata
È stata dapprima legata per circa undici anni al regista e produttore Luciano Martino, successivamente per diciotto anni a Luca Cordero di Montezemolo.
Ha un figlio di nome Edwin Fenech, nato nel 1971, la cui paternità è stata oggetto di gossip scandalistico. Inizialmente, al settimanale Eva Express, la Fenech attribuisce la paternità del bambino all'attore Fabio Testi, con il quale l'attrice aveva intessuto una relazione sentimentale per tre anni, dicendo che il figlio è frutto di un suo preciso desiderio e che nacque quando il rapporto con Testi era ormai alla fine. Successivamente smentirà tale paternità, senza però voler rivelare l'identità del padre. Dal 2015 ha deciso di vivere stabilmente a Lisbona in Portogallo.
Si professa cattolica.

## Filmografia

Rosalba Neri, Eva Thulin ed Edwige Fenech in Top Sensation (1969) di Ottavio Alessi

Robert Hoffmann ed Edwige Fenech ne Le calde notti di Don Giovanni (1971) di Alfonso Brescia

Edwige Fenech ne La moglie vergine (1975) di Marino Girolami

Edwige Fenech in Nude per l'assassino (1975) di Andrea Bianchi

Edwige Fenech ne La dottoressa del distretto militare (1976) di Nando Cicero

Edwige Fenech e Renzo Montagnani ne L'insegnante viene a casa (1978) di Michele Massimo Tarantini

Edwige Fenech ne La poliziotta della squadra del buon costume (1979) di Michele Massimo Tarantini

Lino Banfi ed Edwige Fenech in Cornetti alla crema (1981) di Sergio Martino

Edwige Fenech in Sballato, gasato, completamente fuso (1982) di Steno

### Attrice

#### Cinema
- Toutes folles de lui, regia di Norbert Carbonnaux (1967)
- Samoa, regina della giungla, regia di Guido Malatesta (1968)
- Il figlio di Aquila Nera, regia di Guido Malatesta (1968)
- Susanna... ed i suoi dolci vizi alla corte del re (Frau Wirtin hat auch einen Grafen), regia di Franz Antel (1968)
- 5 bambole per la luna d'agosto, regia di Mario Bava (1969)
- Top Sensation, regia di Ottavio Alessi (1969)
- Testa o croce, regia di Piero Pierotti (1969)
- Alle dame del castello piace molto fare quello (Komm, liebe Maid und mache), regia di Joseph Zachar (1969)
- Mia nipote... la vergine (Madame und ihre Nichte), regia di Eberhard Schroeder (1969)
- Il trionfo della casta Susanna (Frau Wirtin hat auch eine Nichte), regia di Franz Antel (1969)
- Desideri, voglie pazze di tre insaziabili ragazze (Alle Kätzchen naschen gern), regia di Joseph Zachar (1969)
- I peccati di Madame Bovary (Die nackte Bovary), regia di Hans Schott-Schöbinger (1969)
- Satiricosissimo, regia di Mariano Laurenti (1970)
- Don Franco e don Ciccio nell'anno della contestazione, regia di Marino Girolami (1970)
- Le Mans - Scorciatoia per l'inferno, regia di Osvaldo Civirani (1970)
- Deserto di fuoco, regia di Renzo Merusi (1970)
- Lo strano vizio della signora Wardh, regia di Sergio Martino (1971)
- Le calde notti di Don Giovanni, regia di Alfonso Brescia (1971)
- L'uomo dal pennello d'oro (Der Mann mit dem goldenen Pinsel), regia di Franz Marischka (1972)
- Tutti i colori del buio, regia di Sergio Martino (1972)
- Perché quelle strane gocce di sangue sul corpo di Jennifer?, regia di Giuliano Carnimeo (1972)
- Il tuo vizio è una stanza chiusa e solo io ne ho la chiave, regia di Sergio Martino (1972)
- La bella Antonia, prima monica e poi dimonia, regia di Mariano Laurenti (1972)
- Quando le donne si chiamavano madonne, regia di Aldo Grimaldi (1972)
- Quel gran pezzo dell'Ubalda tutta nuda e tutta calda, regia di Mariano Laurenti (1972)
- Fuori uno... sotto un altro, arriva il Passatore, regia di Giuliano Carnimeo (1973)
- Giovannona Coscialunga disonorata con onore, regia di Sergio Martino (1973)
- La vedova inconsolabile ringrazia quanti la consolarono, regia di Mariano Laurenti (1973)
- Dio, sei proprio un padreterno!, regia di Michele Lupo (1973)
- Anna, quel particolare piacere, regia di Giuliano Carnimeo (1973)
- Innocenza e turbamento, regia di Massimo Dallamano (1974)
- La signora gioca bene a scopa?, regia di Giuliano Carnimeo (1974)
- Grazie... nonna, regia di Marino Girolami (1975)
- L'insegnante, regia di Nando Cicero (1975)
- Nude per l'assassino, regia di Andrea Bianchi (1975)
- Il vizio di famiglia, regia di Mariano Laurenti (1975)
- La moglie vergine, regia di Marino Girolami (1975)
- La cavallona, episodio di 40 gradi all'ombra del lenzuolo, regia di Sergio Martino (1976)
- La poliziotta fa carriera, regia di Michele Massimo Tarantini (1976)
- La dottoressa del distretto militare, regia di Nando Cicero (1976)
- Cattivi pensieri, regia di Ugo Tognazzi (1976)
- La pretora, regia di Lucio Fulci (1976)
- La vergine, il toro e il capricorno, regia di Luciano Martino (1977)
- Taxi Girl, regia di Michele Massimo Tarantini (1977)
- La soldatessa alla visita militare, regia di Nando Cicero (1977)
- Il grande attacco, regia di Umberto Lenzi (1978)
- L'insegnante va in collegio, regia di Mariano Laurenti (1978)
- La soldatessa alle grandi manovre, regia di Nando Cicero (1978)
- L'insegnante viene a casa, regia di Michele Massimo Tarantini (1978)
- Amori miei, regia di Steno (1978)
- La poliziotta della squadra del buon costume, regia di Michele Massimo Tarantini (1979)
- Dottor Jekyll e gentile signora, regia di Steno (1979)
- La patata bollente, regia di Steno (1979)
- Sabato, episodio di Sabato, domenica e venerdì, regia di Sergio Martino (1979)
- Il ladrone, regia di Pasquale Festa Campanile (1980)
- Sono fotogenico, regia di Dino Risi (1980)
- La moglie in vacanza... l'amante in città, regia di Sergio Martino (1980)
- Primo episodio di Zucchero, miele e peperoncino, regia di Sergio Martino (1980)
- Io e Caterina, regia di Alberto Sordi (1980)
- Il ficcanaso, regia di Bruno Corbucci (1980)
- Asso, regia di Castellano e Pipolo (1981)
- Cornetti alla crema, regia di Sergio Martino (1981)
- La poliziotta a New York, regia di Michele Massimo Tarantini (1981)
- Zitto quando parli (Tais-toi quand tu parles!), regia di Philippe Clair (1981)
- Terzo episodio di Ricchi, ricchissimi... praticamente in mutande, regia di Sergio Martino (1982)
- Il paramedico, regia di Sergio Nasca (1982)
- Sballato, gasato, completamente fuso, regia di Steno (1982)
- Vacanze in America, regia di Carlo Vanzina (1984)
- Un delitto poco comune, regia di Ruggero Deodato (1988)
- Il fratello minore, regia di Stefano Gigli (2000)
- Hostel: Part II, regia di Eli Roth (2007)
- La quattordicesima domenica del tempo ordinario, regia di Pupi Avati (2023)

#### Televisione
- Settimo anno, regia di Eros Macchi – miniserie TV (1978)
- Nel gorgo del peccato, regia di Andrea Frazzi e Antonio Frazzi – miniserie TV (1987)
- Il coraggio di Anna, regia di Giorgio Capitani – miniserie TV (1992)
- Delitti privati, regia di Sergio Martino – miniserie TV (1993)
- Donna, regia di Gianfranco Giagni – miniserie TV (1996)
- Le ragioni del cuore, regia di Luca Manfredi, Anna Di Francisca, Alberto Simone – miniserie TV (2002)
- La figlia del capitano, regia di Giacomo Campiotti – miniserie TV (2012)
- È arrivata la felicità – serie TV, 18 episodi (2015)

### Produttrice

#### Cinema
- Ferdinando e Carolina, regia di Lina Wertmüller (1999)
- Il fratello minore, regia di Stefano Gigli (2000)
- Il mercante di Venezia (The Merchant of Venice), regia di Michael Radford (2004)
- Fragile - A Ghost Story (Frágiles), regia di Jaume Balagueró (2005)
- Gorbaciof, regia di Stefano Incerti (2010)

#### Televisione
- Il coraggio di Anna – miniserie TV (1992)
- Delitti privati, regia di Sergio Martino – miniserie TV (1993)
- Il segno della scimmia, regia di Faliero Rosati – film TV (1997)
- Le madri (1999)
- Commesse – serie TV (1999)
- Aleph – film TV (2000)
- L'attentatuni - Il grande attentato, regia di Claudio Bonivento – miniserie TV (2001)
- Le ragioni del cuore, regia di Luca Manfredi, Anna Di Francisca, Alberto Simone – miniserie TV (2002)
- Commesse 2 – serie TV (2002)
- La notte di Pasquino, regia di Luigi Magni – film TV (2003)
- Part Time (2004)
- Vite a perdere, regia di Paolo Bianchini (2004)
- La omicidi, regia di Riccardo Milani – miniserie TV (2004)
- Angela (2005)
- Matilde (2005)
- Lucia (2005)
- La stella dei re, regia di Fabio Jephcott – film TV (2007)
- Per una notte d'amore, regia di Vittorio Sindoni – miniserie TV (2008)
- Un amore di strega, regia di Angelo Longoni – film TV (2009)
- Le segretarie del sesto, regia di Angelo Longoni – miniserie TV (2009)
- Una sera d'ottobre, regia di Vittorio Sindoni – miniserie TV (2009)
- La figlia del capitano, regia di Giacomo Campiotti – miniserie TV (2012)
- È arrivata la felicità – serie TV (2015-2018)

## Teatro
- D'amore si muore di Giuseppe Patroni Griffi, regia di Aldo Terlizzi (1985)

## Programmi TV

Edwige Fenech in veste di showgirl nella televisione italiana, 1984 circa

- Ric e Gian folies (Italia 1, 1983)
- Bene, bravi, bis (Italia 1, 1984)
- Azzurro (Italia 1, 1984)
- Risatissima (Canale 5, 1985)
- Sotto le stelle (Rai Uno, 1986)
- Immagina (Rai Uno, 1987-1988)
- Carnevale (Rai Uno, 1988)
- Palcoscenico Italia (Rai Uno, 1988)
- Sulla cresta dell'onda (Rai Uno, 1989)
- Domenica in (Rai Uno, 1989-1990)
- Un tesoro di capodanno (Rai Uno, Rai Due, Rai Tre, 1990-1991)
- Festival di Sanremo (Rai Uno, 1991)
- Bergamo - Festa in piazza (Rai Uno, 1996)
- Singoli (Rai Uno, 1997)
- Buona la prima! (Italia 1, 2008) – guest star

## Riconoscimenti
- Taormina Film Fest
  - 1970 – Arancia d'oro alla miglior attrice

- Premio Cinema Industria
  - 2023 – Premio speciale alla carriera[15][16]

## Doppiatrici italiane
- Vittoria Febbi in Alle dame del castello piace molto fare quello, La poliziotta fa carriera, La dottoressa del distretto militare, Taxi Girl, La soldatessa alla visita militare, La soldatessa alle grandi manovre, La poliziotta della squadra del buon costume, Dottor Jekyll e gentile signora, La patata bollente, Sballato, gasato, completamente fuso, Nude per l'assassino, La vergine, il toro e il capricorno, Il ladrone, Il ficcanaso, Zitto quando parli, Un delitto poco comune
- Rita Savagnone in Il figlio di Aquila Nera, Lo strano vizio della signora Wardh, Tutti i colori del buio, Le calde notti di Don Giovanni, La bella Antonia, prima monica e poi dimonia, Quel gran pezzo dell'Ubalda tutta nuda e tutta calda, Perché quelle strane gocce di sangue sul corpo di Jennifer?, Giovannona Coscialunga disonorata con onore, Anna, quel particolare piacere, Dio, sei proprio un padreterno!, Innocenza e turbamento, La signora gioca bene a scopa?, La vedova inconsolabile ringrazia quanti la consolarono, Il grande attacco
- Maria Pia Di Meo in Samoa regina della giungla, Le Mans - Scorciatoia per l'inferno, Il tuo vizio è una stanza chiusa e solo io ne ho la chiave, L'insegnante viene a casa
- Melina Martello in Zucchero, miele e peperoncino, 5 bambole per la luna d'agosto, La moglie in vacanza... l'amante in città
- Solvejg D'Assunta in Cornetti alla crema, La poliziotta a New York, Ricchi, ricchissimi, praticamente in mutande
- Noemi Gifuni in Grazie... nonna, La pretora
- Micaela Esdra in Il vizio di famiglia, L'insegnante va in collegio
- Rossella Izzo in La moglie vergine, Nel gorgo del peccato
- Anna Rita Pasanisi in Sono fotogenico, Il paramedico
- Valeria Valeri in Desideri, voglie pazze di tre insaziabili ragazze
- Fiorella Betti in I peccati di Madame Bovary
- Lorenza Biella in Don Franco e don Ciccio nell'anno della contestazione
- Adriana Asti in 40 gradi all'ombra del lenzuolo
- Angiolina Quinterno in Top Sensation
- Ada Maria Serra Zanetti in Quando le donne si chiamavano madonne
- Angiola Baggi in L'insegnante
- Paila Pavese in Amori miei
- Daniela Nobili in Asso